# Rachel Klamer
Rachel Klamer (Harare, Zimbabwe, 8 oktober 1990) is een Nederlandse triatlete en duatlete. Ze is lid van de Nederlandse selectie. Klamer begon haar triatloncarrière pas in 2008, maar baarde al snel opzien door in 2009 tweede te worden bij de Europese kampioenschappen voor junioren in Holten en in diezelfde categorie derde te worden bij het wereldkampioenschap in Gold Coast.

## Biografie
Klamer is geboren in Zimbabwe, op hoogte, waar haar ouders als arts werkzaam waren. Tussen 1993 en 1996 groeide ze op in Beuningen, waarna ze verhuisde naar Denekamp. Ze begon haar carrière als triatlete pas op relatief late leeftijd. Nadat ze al langer als atlete actief was binnen het hardlopen en ook al goede zwemresultaten wist te boeken, besloot ze op zeventienjarige leeftijd om eens te proberen, hoever ze zou komen in een triatlon. Dat pakte uitstekend uit, want in haar eerste jaar als triatlete won Klamer zowel het Nederlands kampioenschap triatlon als het Nederlands kampioenschap duatlon bij de meisjes junioren. Daarnaast werd ze vierde tijdens de European Junior Cup in Holten.
In 2009, pas een jaar na haar begin als triatlete, bleek echt hoe groot het talent van Klamer was. Bij de Europese kampioenschappen in Holten behaalde ze het zilver, waarna ze op de wereldkampioenschappen in het Australische Gold Coast goed was voor een bronzen medaille. Haar eerste wedstrijd bij de elite - de Premium European Cup Alanya - wist Klamer zelfs direct te winnen.
Op de Olympische Spelen van 2012 in Londen moest ze genoegen nemen met een 36e plaats. In 2013 nam ze deel aan de halve marathon van Egmond. Ze werd tiende in 1:17.24 in een wedstrijd die werd gewonnen door de Keniaanse Helah Kiprop in 1:10.55. Op 13 juni 2015 pakte Klamer zilver op de Eerste Europese Spelen in Bakoe. Zij veroverde daarmee de eerste medaille namens Nederland op de Europese Spelen.
Op de Olympische Spelen van 2016 in Rio de Janeiro behaalde ze een tiende plaats, het destijds beste resultaat ooit behaald door een Nederlandse triatlete. Op de Olympische Spelen van 2020 in Tokyo verbeterde in 2021 ze dat resultaat met een 4e plaats in 1:57.48.

## Onderscheidingen
In 2009 won Rachel Klamer de eerste Gijs Klerkx Award, als talent van het jaar. Een jaar later was de Overijsselse atlete voor het eerst de triatlete van het jaar.
Rachel Klamer ontving de Thea Sybesma Award voor haar prestaties als triatlete in 2015, 2016, 2018 en 2019.

## Resultaten op kampioenschappen

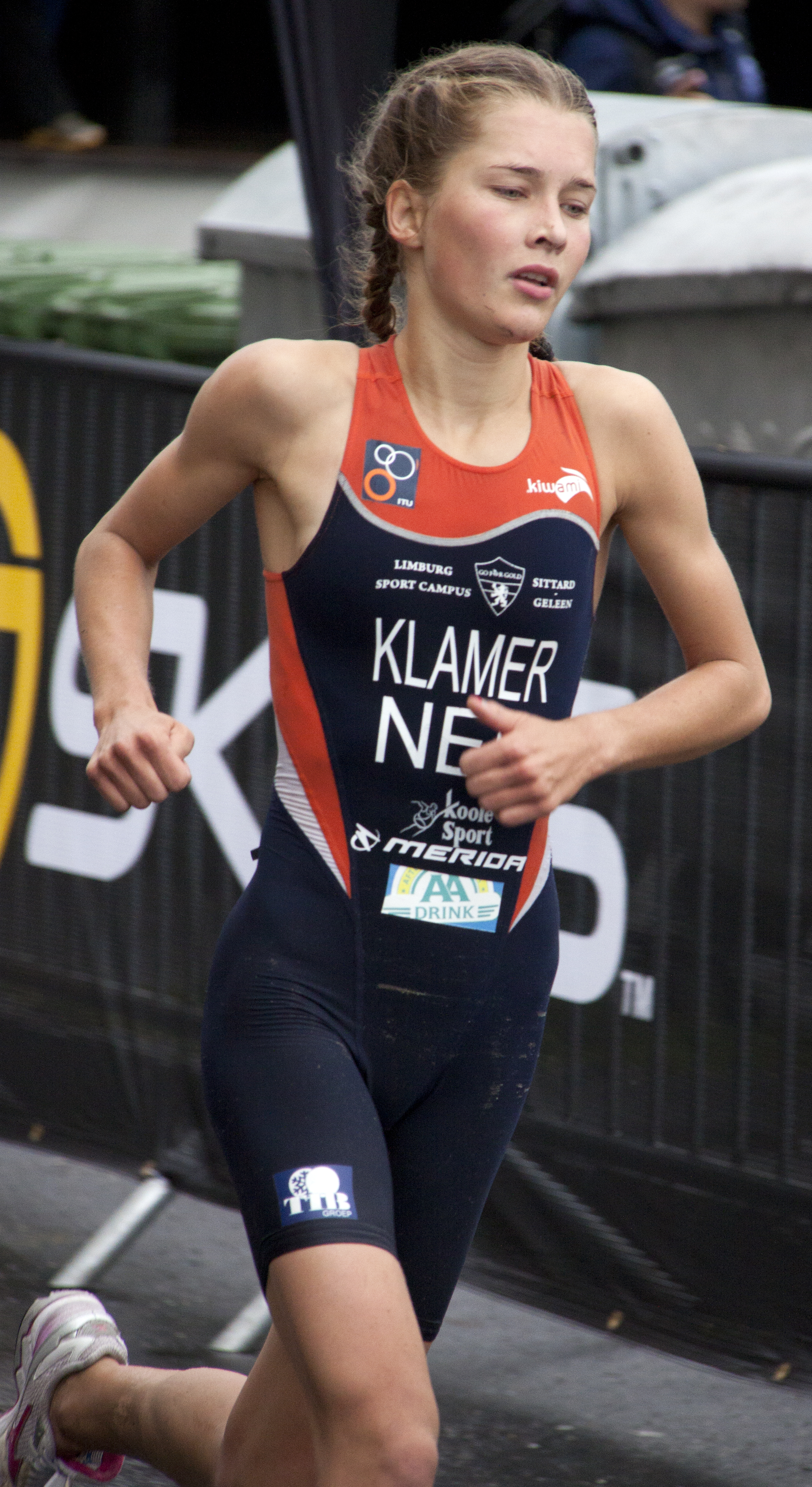
Klamer op weg naar haar vierde plaats tijdens het Wereldkampioenschap U23 in Boedapest, 2010.

### triatlon
- 2008:  NK junioren in Aalsmeer - 1:05.14
- 2009: 5e Premium European Cup (Elite) in Eilat - 1:54.42
- 2009:  Premium European Cup (Elite) in Alanya - 2:03.05
- 2009:  WK junioren in Gold Coast - 1:00.22
- 2009:  EK junioren in Holten - 59.39
- 2010:  Wereldbeker in Huatulco - 2:00.40
- 2010:  Premium European Cup (Elite) Alanya - 1:54.42
- 2010: 4e Wereldkampioenschap U23 in Boedapest - 1:59.31
- 2010: 19e WK sprintafstand in Lausanne - 1:00.51
- 2011:  Europacup in Holten - 2:01.04
- 2011: 13e WK sprintafstand in Lausanne - 59.21
- 2011: 22e WK olympische afstand - 1544 p
- 2012: 36e OS in Londen - 2:04.59
- 2012: 14e WK olympisch afstand - 2493 p
- 2013:  Europacup in Alanya - 2:00.42
- 2013:  Wereldbeker in Alicante - 2:04.15
- 2013:  EK U23 in Holten - 2:05.53
- 2013: 38e WK olympische afstand - 950 p
- 2013: 12e WK sprintafstand in Hamburg - 57.50
- 2014:  Wereldbeker in Tiszaujvaros - 59.31
- 2014: 14e WK olympische afstand - 2118 p
- 2015:  Europese Spelen in Bakoe - 2:01.44
- 2015: 6e WK olympische afstand - 3097 p
- 2016: 16e WK olympische afstand - 1224 p
- 2016: 10e OS in Rio de Janeiro - 1:58.55
- 2017:  Mixed Relay Wereldkampioenschap in Hamburg
- 2017: 8e WK olympische afstand - 3103 p
- 2021: 4e OS in Tokio - 1:57.48
- 2021: 4e Mixed Relay op OS in Tokio

### atletiek
- 2009:  NK voor junioren (3000 m) - 9.55
- 2009:  NK veldlopen voor junioren - 17.47
- 2008:  NK voor junioren (3000 m) - 10.07
- 2008:  NK veldlopen voor junioren - 18.28
- 2013: 10e halve marathon van Egmond - 1:17.24
- 2018:  NK veldlopen - 38.51

## Resultaten in World Triathlon Series
voor 2012 Wereldkampioenschappen series
| Seizoen                     | 1   | 2   | 3   | 4   | 5  | 6  | 7  | 8  | 9  | GF | Positie | Punten |
| --------------------------- | --- | --- | --- | --- | -- | -- | -- | -- | -- | -- | ------- | ------ |
| WK Series 2011              | 48  | 10  | 48  | 35  | 19 | 13 |    |    |    | 16 | 22      | 1544   |
| World Triathlon Series 2012 | -   | 25  | 12  | 5   | -  | 21 | -  | 23 |    | 6  | 14      | 2493   |
| World Triathlon Series 2013 | -   | 21  | -   | DNF | 10 | -  | 33 |    |    | 18 | 38      | 950    |
| World Triathlon Series 2014 | 10  | 43  | 27  | 18  | -  | 12 | 17 |    |    | 10 | 14      | 2118   |
| World Triathlon Series 2015 | 20  | DNF | 6   | 14  | -  | 13 | 5  | 8  | 13 | 5  | 6       | 3097   |
| World Triathlon Series 2016 | DNF | 5   | 22  | -   | 7  | -  | 2  | 19 |    | 16 | 11      | 2675   |
| World Triathlon Series 2017 | 4   | 25  | 20  | -   | 10 | 6  | 6  | -  |    | 7  | 8       | 3103   |
| World Triathlon Series 2018 | 1   | 12  | DNF | 4   | 12 | 11 | 16 |    |    | 24 | 10      | 3306   |
| World Triathlon Series 2019 | 13  | 11  | -   | 11  | 10 | 4  | -  |    |    | 4  | 6       | 3586   |
| World Triathlon Series 2020 |     |     |     |     |    |    |    |    |    | 8  | 8       | -      |
|                             |     |     |     |     |    |    |    |    |    |    |         |        |
| World Triathlon Series 2024 | 20  | -   | 9   | 14  | -  |    |    |    |    | 25 | 26      | 1185   |

## Onderscheidingen
- Gijs Klerkx Award - 2009
- Thea Sybesma Award - 2015[1]
- Thea Sybesma Award - 2016[2]
- Thea Sybesma Award - 2018[3]
- Thea Sybesma Award - 2019[4]